# The World Is a Beautiful Place & I Am No Longer Afraid to Die
The World Is a Beautiful Place & I Am No Longer Afraid to Die (TWIABP) (с англ. — «Мир прекрасен, и я больше не боюсь умереть») — американская рок-группа, образованная в городе Виллимантик, штат Коннектикут, в 2009 году. После выпуска нескольких мини-альбомов и сплитов с участием оригинального солиста Томаса Диаса они выпустили свой дебютный альбом Whenever, If Ever в 2013 году, получивший в целом положительные отзывы. Претерпев ряд изменений в составе, они выпустили совместную работу с исполнителем устного слова Кристофером Зиццамией под названием Between Bodies в 2014 году, а также несколько полноформатных альбомов, включая Harmlessness в 2015 году, Always Foreign в 2017 году и Illusory Walls в 2021 году.

## Характеристики
Стиль
The World Is a Beautiful Place & I Am No Longer Afraid to Die представляет экспериментальный и атмосферный взгляд на жанр эмо. Группа описывается как один из важнейших представителей новой волны эмо 2010-х годов. Дэн Богосян из Under the Gun утверждает, что группа черпает вдохновение из построка 90-х и эмо первого поколения. В некоторых песнях также можно найти легкое влияние постхардкора. Оркестровые партии некоторых песен сравнивают с Sigur Rós. Другие влияния включают построковые группы Godspeed You! Black Emperor и Explosions in the Sky. Их также называют инди-рок-группой, а AllMusic описывает их как «атмосферную эмо/инди».

## Дискография
Смотри статью «Дискография The World Is a Beautiful Place & I Am No Longer Afraid to Die» в англ. разделе.
Альбомы
- Whenever, If Ever (2013, Topshelf)
- Harmlessness (2015, Epitaph)
- Always Foreign (2017, Epitaph)
- Illusory Walls (2021, Epitaph)